# Barbara Mervin
Barbara Mervin (Saint John's, 1º aprile 1982) è un'ex rugbista a 15, allenatrice di rugby a 15 e imprenditrice canadese.
Ha rappresentato il Canada in quattro edizioni della Coppa del Mondo conseguendo quale miglior risultato il secondo posto nel 2014.
Successivamente al ritiro ha fondato un proprio marchio di abbigliamento sportivo femminile.

## Biografia
Nativa di St. Johns (Terranova), crebbe a Peterborough, nell'Ontario; studente all'Università del Western Ontario (London), si mise in luce nella relativa squadra di rugby, i Western Mustangs, nel ruolo di terza linea, risultando la miglior debuttante del 2002; tre anni dopo, nel 2005, vinse anche il riconoscimento di giocatrice dell'anno.
Già nell'orbita delle giovanili canadesi, esordì in Nazionale maggiore nel 2005 in un test match contro le Black Ferns neozelandesi a Ottawa.
Nel 2006 fu ingaggiata dai Pagans di Peterborough e, nel 2007, si trasferì sulla costa occidentale nella Columbia Britannica, entrando a far parte dei Velox, formazione di Victoria.
Prese parte alla Coppa del mondo 2010 con la Nazionale canadese e, nel 2013, dopo essere stata lasciata fuori dal programma federale, si ritirò dall'attività, ma dopo un anno tornò in attività, riguadagnando la convocazione per la Coppa del Mondo 2014 in Francia.
Nel corso di tale torneo si ruppe una mano nella prima partita e fu inutilizzabile per tutto il resto della competizione, che il Canada chiuse al secondo posto dopo la sconfitta in finale 9-21 contro l'Inghilterra.
A 35 anni ricevette la convocazione per la sua quarta coppa del mondo, che ne fece la giocatrice più anziana dell'edizione 2017, che Mervin ventilò potesse essere il suo ultimo appuntamento internazionale; dopo la competizione, che il Canada terminò al quinto posto finale, giunse il ritiro effettivo dall'attività sportiva.
A parte l'attività professionale come presidente della casa di abbigliamento sportivo da lei fondata, Aptoella, Mervin è stata assistente allenatore della squadra femminile del Westshore, il suo ultimo club, del cui comitato direttivo fa parte con l'incarico di responsabile dello sviluppo femminile giovanile e seniores.